# Curvularia oryzae-sativae
Curvularia oryzae-sativae är en svampart som beskrevs av Sivan. 1987. Curvularia oryzae-sativae ingår i släktet Curvularia och familjen Pleosporaceae.   Inga underarter finns listade i Catalogue of Life.